# Вагнер, Катарина
Катарина Вилхелмина (Тини) Вагнер (нидерл. Catharina Wilhelmina "Tini" Wagner, 17 декабря 1919 — 2 июня 2004) — нидерландская пловчиха, олимпийская чемпионка.

## Биография
Родилась в декабре 1919 года в Амстердаме. Отец — Адалберт Вагнер, родился на территории Германской империи, мать — Янше Сюндман, родилась в Амстердаме. Родители поженились в августе 1910 года в Амстердаме — на момент женитьбы отец был тромбонистом.
В 1936 году на Олимпийских играх в Берлине завоевала золотую медаль в эстафете 4×100 м вольным стилем; также она заняла 5-е место на дистанции 100 м вольным стилем, и 8-е — на дистанции 400 м вольным стилем.
В августе 1942 года вышла замуж за 25-летнего Корнелиса Антониюса Букхорста. В браке родилось трое детей: два сына и дочь.
Умерла 2 июня 2004 года в возрасте 84 лет.